# Perú en los Juegos Parapanamericanos
Perú ha participado en los Juegos Parapanamericanos desde su primera realización en 1999 en México. El país está representado en los juegos por la Asociación Nacional Paralímpica del Perú (que viene a ser el Comité Paralímpico Peruano). 

## Medallero
| Sede                  | Oro | Plata | Bronce | Total | Posición |
| --------------------- | --- | ----- | ------ | ----- | -------- |
| Ciudad de México 1999 | 3   | 4     | 4      | 11    | 11/18    |
| Mar de Plata 2003     | 2   | 2     | 2      | 6     | 10/28    |
| Río de Janeiro 2007   | 3   | 1     | 0      | 4     | 8/26     |
| Guadalajara 2011      | 0   | 0     | 1      | 1     | 20/42    |
| Toronto 2015          | 0   | 0     | 0      | 0     | -        |
| Lima 2019             | 5   | 3     | 7      | 15    | 10/33    |
| Santiago 2023         | 6   | 9     | 19     | 34    | 11/33    |
| Total                 | 19  | 19    | 33     | 71    | 10/41    |

## Ganadores de medallas de toda la historia
(Esta sección se irá actualizando al tener todos los datos precisos)
 Medallistas de oro (11/13) 
2019 Lima - Rosbil Guillen (Para atletismo)
2019 Lima - Pedro de Vinatea (Para bádminton)
2019 Lima - Pilar Jáuregui (Para bádminton)
2019 Lima - Rimas Hilario (Para ciclismo de ruta)
2019 Lima - Angélica Espinoza (Para taekwondo) 
2023 Santiago - Daniela Campos (Para tiro con arco)
2023 Santiago - Angélica Espinoza (Para taekwondo) 
2023 Santiago - Pedro Pablo de Vinatea (Para bádminton) 
2023 Santiago - Pilar Jáuregui (Para bádminton) 
2023 Santiago - Pilar Jáuregui y Jaquelin Burgos (Para bádminton - Dobles femenino WH1-WH2) 
2023 Santiago - Giuliana Poveda (Para bádminton) 
 Medallistas de plata (12/19)
2019 Lima - Luis Sandoval (Para atletismo)
2019 Lima - Carlos Felipa (Para atletismo)
2019 Lima - Jorge Arcela (Para tiro)
2023 Santiago - Milagros Palomino – Tiro para deportivo (R3 rifle de aire tendido 10m mixtos)
2023 Santiago - Jorge Arcela – Tiro para deportivo (R1/R2 10m Rifle de Aire de Pie SH1 Mixto)
2023 Santiago - Rosbil Guillén – Paratletismo (5,000 metros T11 masculino)
2023 Santiago - Jesús Castillo – Paratletismo (200 metros T64 masculino)
2023 Santiago - Giuliana Poveda y Nilton Quispe – Parabádminton (Dobles mixtos SH6)
2023 Santiago - Diana Rojas – Parabádminton (Individual femenino SU5)
2023 Santiago - Dean Acosta y Niurka Callupe – Boccia (Parejas BC3)
2023 Santiago - Rosbil Guillén – Paratletismo (1,500 metros T11 masculino)
2023 Santiago - Jaquelin Burgos – Parabádminton (Individual femenino WH1)
 Medallistas de bronce (7/14)
2023 Santiago - Jorge Arcela – Tiro para deportivo (R3 rifle de aire tendido 10m mixtos)
2023 Santiago - Niel García – Parapowerlifting (-59 kg)
2023 Santiago - Rodrigo Santillán – Paranatación (100 metros espalda S2)
2023 Santiago - Milagros Palomino – Tiro para deportivo (R1/R2 10m Rifle de Aire de Pie SH1 Mixto)
2023 Santiago - José Silva – Paranatación (50m Espalda S3 masculino)
2023 Santiago - Rodrigo Santillán – Paranatación (200m Libre S2 masculino)
2023 Santiago - Niurka Callupe – Boccia (Individual BC3 femenino)
2023 Santiago - Kenny Pacheco – Paratletismo (Lanzamiento de disco F56 masculino)
2023 Santiago - Carlos Felipa – Paratletismo (Impulsión de bala F63 masculino)
2023 Santiago - Rodrigo Santillán – Paranatación (100m Libre S2 masculino)
2023 Santiago - Rubí Fernández y Jesús Salvá – Parabádminton (Dobles mixtos SH6)
2023 Santiago - Kelly Ari – Parabádminton (Individual femenino SU5)
2023 Santiago - Jairo Aranguri – Parabádminton (Individual masculino SU5)
2023 Santiago - Fernando Vilcachagua y Roberth Fajardo – Parabádminton (Dobles masculino WH1-WH2)
2023 Santiago - Gerson Vargas – Parabádminton (Individual masculino SL3)
2023 Santiago - Silvia Silva – Parabádminton (Individual femenino WH2)
2023 Santiago - Jenny Ventocilla y Renzo Bances – Parabádminton (Dobles mixto SL3-SU5)
2023 Santiago - Rubí Fernández – Parabádminton (Individual femenino SH6)
2023 Santiago - Nilton Quispe – Parabádminton (Individual masculino SH6)